# Бронева (станція)
Бронева́ — залізнична станція в межах Санкт-Петербурга, зупинний пункт на напрямках Санкт-Петербург-Балтійський — Каліщі, Санкт-Петербург — Гатчина, Санкт-Петербург — Луга, до 2011 р. також Санкт-Петербург — Краснофлотськ.
Уздовж платформи прямують шість колій: дві для вантажних поїздів та чотири для пасажирських. Від станції прямує колія примикання на станцію Корпусний Пост «північної портової залізниці». У промзоні поблизу станції знаходяться Автовська ТЕЦ та вантажна станція Нарвська.
Раніше частина поїздів після Броневої прямувала до станції Санкт-Петербург-Варшавський (через Корпусне шосе), але після його перетворення в торговий комплекс усі електропоїзди прямують на Санкт-Петербург-Балтійський, а пасажирські поїзди далекого прямування взагалі більше не проходять через цю станцію (переведені на Санкт-Петербург-Вітебський).